# Louis Berger
Louis Berger   (Lawrence, 14 d'abril de 1914 - Nova York, 14 d'agost de 1996) va ser un enginyer civil nord-americà. Llicenciat a la Universitat Tufts, Berger va rebre el seu màster en sòls i geologia pel MIT i el doctorat en mecànica de sòls per Northwestern. Va ser un antic membre de la facultat del departament d'enginyeria de la Universitat Estatal de Pennsilvània, que va dissenyar una gran part de la Pennsylvania Turnpike. Un cop finalitzat el contracte, va obrir una segona oficina que sovint emprava mà d'obra local per complir contractes internacionals. Va participar en el disseny i la construcció d'autopistes, ferrocarrils, ponts i aeròdroms a 120 països. La seva empresa va créixer fins a convertir-se en el Grup Louis Berger.

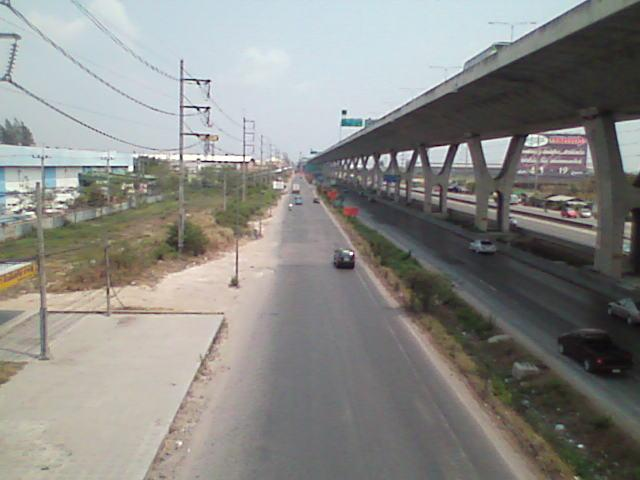
L'autopista Bang Na és un dels ponts més llargs del món.

El 1994, Berger va dissenyar el pont de cotxes més llarg del món (aleshores) a Tailàndia, el Bang Na Expressway. Va tenir el títol de pont més llarg del món des del 2000 fins al 2004. El 2024 és el sisè pont més llarg del món.